# Haemaphysalis indoflava
Haemaphysalis indoflava este o specie de căpușe din genul Haemaphysalis, familia Ixodidae, descrisă de Dhanda și Bhat în anul 1968. Conform Catalogue of Life specia Haemaphysalis indoflava nu are subspecii cunoscute.